# Penn (Pensilvania)
Penn es un borough ubicado en el condado de Westmoreland en el estado estadounidense de Pensilvania. En el año 2000 tenía una población de 460 habitantes y una densidad poblacional de 1,148.5 personas por km².

## Geografía
Penn se encuentra ubicado en las coordenadas 40°19′44″N 79°38′25″O / 40.32889, -79.64028.

## Demografía
Según la Oficina del Censo en 2000 los ingresos medios por hogar en la localidad eran de $35,962 y los ingresos medios por familia eran $40,481. Los hombres tenían unos ingresos medios de $32,031 frente a los $22,875 para las mujeres. La renta per cápita para la localidad era de $14,312. Alrededor del 7.4% de la población estaba por debajo del umbral de pobreza.